# Mieczysław Sawaryn
Mieczysław Sawaryn (ur. 17 lutego 1960 w Gryfinie) – polski samorządowiec, od 2014 roku burmistrz Gryfina. W latach 2006–2014 był przewodniczącym rady miejskiej w Gryfinie, a w 2014, na krótko, przewodniczącym rady powiatu gryfińskiego.

## Życiorys
Naukę rozpoczął w Szkole Podstawowej nr 1 w Gryfinie, następnie uczył się Liceum Ogólnokształcącym im. A. Omieczyńskiego. Ukończył Wyższą Szkołę Pedagogiczną w Szczecinie na kierunku historia oraz Uniwersytet im. Adama Mickiewicza w Poznaniu na kierunku prawo. W latach 1984–1985 odbył służbę wojskową osiągając stopień plutonowego podchorążego. W 1986 roku rozpoczął prowadzenie gospodarstwa rolnego. W latach 1994–1998 odbył aplikację adwokacką, po której otworzył w Gryfinie własną kancelarię. W latach 1996–1998 był członkiem rady nadzorczej Przedsiębiorstwa Energetyki Cieplnej sp. z o.o. w Gryfinie. W latach 2006–2010 był członkiem zarządu Zespołu Elektrowni Dolna Odra. W latach 2012–2014 był członkiem rady nadzorczej Szpitala Powiatowego w Gryfinie. W latach 2016–2024 członek rady nadzorczej Grupy Kapitałowej PGE.

## Kariera polityczna
W wyborach samorządowych w 1998 roku został wybrany radnym rady miejskiej Gryfina. W latach 1998–1999 był członkiem zarządu gminy Gryfino. Został członkiem Prawa i Sprawiedliwości. W wyborach samorządowych w 2006 roku bezskutecznie kandydował na burmistrza Gryfina przegrywając z Henrykiem Piłatem. Został natomiast ponownie wybrany radnym rady miejskiej, uzyskując 450 głosów (17,61%). Po wyborach został wybrany przewodniczącym rady miejskiej. W wyborach samorządowych w 2010 roku ponownie bezskutecznie kandydował na funkcję burmistrza Gryfina z ramienia Gryfińskiej Inicjatywy Samorządowej (pozostając jednak członkiem Prawa i Sprawiedliwości), w drugiej turze przegrał z urzędującym Henrykiem Piłatem, uzyskał wówczas 4905 głosów (45,38%). Został natomiast wybrany radnym miejskim uzyskując 338 głosów (8,14%).
W wyborach samorządowych w 2014 roku kandydował na urząd burmistrza Gryfina z list własnego komitetu, a także do rady powiatu gryfińskiego. W I turze głosowania uzyskał 4560 głosów (37,9%), tym samym kwalifikując się do II tury. Został także wybrany radnym powiatu uzyskując 913 głosów (8,66%). 28 listopada tego samego roku został wybrany przewodniczącym rady powiatu. 30 listopada został wybrany na burmistrza Gryfina z wynikiem 5 991 głosów (54.75%). Ślubowanie złożył 5 grudnia tego samego roku. Zastąpił na tym stanowisku dotychczasowego burmistrza – Henryka Piłata. Po wyborach zrezygnował z członkostwa w Prawie i Sprawiedliwości.
W wyborach samorządowych w 2018 roku ubiegał się o reelekcję na urząd burmistrza Miasta i Gminy Gryfino, kandydował także na radnego rady miejskiej w Gryfinie z list własnego komitetu wyborczego. 21 października 2018 roku został ponownie wybrany na burmistrza Gryfina, a także uzyskał mandat radnego gminy, z którego zrezygnował ze względu na brak możliwości łączenia funkcji. W 2018, 2019 i 2021 roku nie uzyskał absolutorium i wotum zaufania.

## Odznaczenia i wyróżnienia
- Srebrny Krzyż Zasługi (2011)[24]

## Życie prywatne
Sawaryn gra w Gryfińskiej Amatorskiej Lidze Koszykówki Oldbojów, a także należy do strzeleckiego klubu Regalica.